# Vega (Mondkrater)
Vega ist ein Einschlagkrater am südöstlichen Rand der Mondvorderseite, südöstlich des Kraters Furnerius und westlich von Oken.
Der Krater ist stark erodiert und der Rand mehrfach von Nebenkratern überlagert.
| Buchstabe | Position           | Durchmesser | Link |
| --------- | ------------------ | ----------- | ---- |
| A         | 47,27° S, 65,13° O | 12 km       |      |
| B         | 46,24° S, 63,56° O | 28 km       |      |
| C         | 45,27° S, 64,69° O | 20 km       |      |
| D         | 44,91° S, 64,44° O | 25 km       |      |
| G         | 44,44° S, 62,43° O | 12 km       |      |
| H         | 44,59° S, 60,26° O | 6 km        |      |
| J         | 45,58° S, 60,03° O | 19 km       |      |

Der Krater wurde 1935 von der IAU nach dem slowenischen Mathematiker Georg von Vega offiziell benannt.